# متحف أديامان الأثري
متحف أديامان الأثري (بالتركية: Adıyaman Arkeoloji  Müzesi)‏ هو متحف يقع في قلب مدينة أديامان الواقعة في شرق تركيا، وبالتحديد في شارع أتاتورك ،تم الانتهاء من بناءه سنة 1982.